# آلسیو ویولا
آلسیو ویولا (انگلیسی: Alessio Viola؛ زادهٔ ۲۶ دسامبر ۱۹۹۰) بازیکن فوتبال اهل ایتالیا است.
از باشگاه‌هایی که در آن بازی کرده‌است می‌توان به باشگاه فوتبال کارپی، باشگاه فوتبال رجینا، باشگاه فوتبال فوجا، باشگاه فوتبال فروزینونه، باشگاه فوتبال مونتسا، و باشگاه فوتبال بنونتو اشاره کرد.
وی همچنین در تیم‌های ملی فوتبال زیر ۱۷ سال ایتالیا و Italy under-21 Serie B representative team بازی کرده‌است.